# Avner Šaki
Avner Šaki (hebrejsky: אבנר שאקי, plným jménem Avner Chaj Šaki, אבנר-חי שאקי) byl izraelský právník, politik a poslanec Knesetu za Národní náboženskou stranu.

## Biografie
Narodil se 5. února 1926 ve městě Safed. Získal doktorát z práva na Hebrejské univerzitě. Byl pak profesorem práva se specializací na mezinárodní právo, rodinné právo a vztah státu a církve na Telavivské univerzitě. V letech 1947–1949 sloužil v izraelské armádě. Hovořil hebrejsky, anglicky, francouzsky a arabsky.

## Politická dráha
Působil jako předseda výboru Národní náboženské strany. Byl čestným předsedou Izraelského institutu pro výzkum rodiny. V roce 1982 byl delegátem Izraele na konferenci UNESCO v Mexico City. Přednášel na četných univerzitách v USA a Kanadě. Publikoval odborné studie a vydal komentovanou edici Babylónského talmudu.
V izraelském parlamentu zasedl poprvé po volbách v roce 1969, v nichž kandidoval za Národní náboženskou stranu. Mandát ale získal až dodatečně, v červenci 1970, jako náhradník. Byl členem výboru práce. V průběhu volebního období se odtrhl od své strany a pracoval jako nezávislý poslanec. Znovu byl zvolen až ve volbách v roce 1984, nyní již opět za Národní náboženskou stranu. Byl členem výboru pro ústavu, právo a spravedlnost, výboru státní kontroly, výboru pro vzdělávání a kulturu a výboru pro televizi a rozhlas. Mandát obhájil ve volbách v roce 1988. Znovu pak obhájil mandát ve volbách v roce 1992. Nastoupil do funkce člena výboru pro status žen a výboru finančního. Předsedal podvýboru pro oběti nacistického teroru.
Zvolení se dočkal i ve volbách v roce 1996. Usedl coby člen do výboru státní kontroly, výboru pro zahraniční záležitosti a obranu, výboru pro imigraci a absorpci, výboru pro status žen a výboru pro vědu a technologie. Zastával i vládní posty. V letech 1970–1972 byl náměstkem ministra školství Izraele, v letech 1988–1990 působil jako ministr bez portfeje a v letech 1990–1992 jako Ministr náboženských služeb Izraele.
Ve volbách v roce 1999 mandát nezískal. Zemřel 28. května 2005.